# 球場旅行
球場旅行（英語：Groundhopping）是一種在各處不同體育館或球場參觀比賽的嗜好，參與者被稱為球場跳躍者或旅行者。 主要是與足球相關的消遣活動，起源於1970年代的英格蘭足球。1980年代後期開始，德國球迷也開始參與這種活動，目前在英國、德國、荷蘭、比利時和挪威等地都受到歡迎。
球場旅行並沒有一套通用的規則來計算「跳躍的場地」，普遍接受的規則是必須在球場觀看比賽。有些正式的球場旅行者組織，例如英國的The 92 Club，成員都是完成觀賞全部英超和足聯球場。 也有旅行者角逐最短的時間內巡繞92座足球聯賽體育場，最初被稱為「92小時內的92場」（92 Grounds in 92 Hours），目前是由4名愛好者於2015年在斯溫頓創下72小時的紀錄。

## 註解
1. ↑  「Hop」是一個雙關語，有跳躍和短途旅行的涵義。